# Ponte de la Veneta Marina

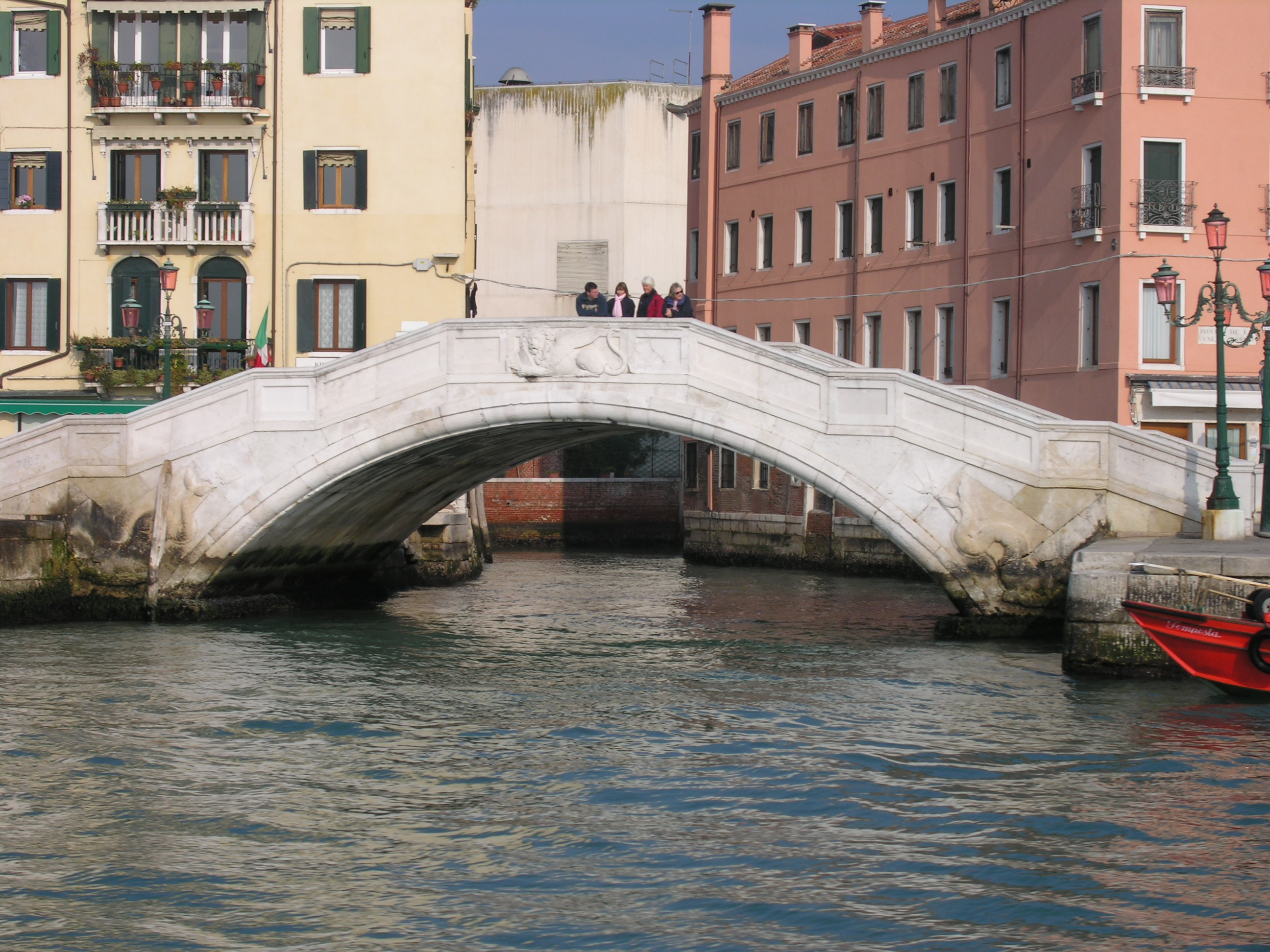
Ponte de la Veneta Marina mit dem Rio de la Tana

Die Ponte de la Veneta Marina (italienisch Ponte della Veneta Marina) ist eine Segmentbogenbrücke in Venedig.

## Lage
Die Brücke liegt im Sestiere Castello und überbrückt den Rio de la Tana. Sie verbindet den Kai Riva dei Sette Martiri mit dem Kai Riva San Biagio, die die östliche Fortsetzung der Riva degli Schiavoni am Becken von San Marco bilden. Die Ponte de la Veneta Marina ist die vorletzte Brücke an diesem langgezogenen Kai, der sich vom Dogenpalast bis zu den öffentlichen Gartenanlagen der Biennale entlangzieht.

## Beschreibung und Geschichte
Die Ponte de la Veneta Marina ist aus istrischem Stein und Mauerziegeln errichtet, wobei  die Ziegel als Fundament dienen. Die Balustrade besteht ebenfalls aus istrischen Steinen. Sie ist an ihrer südlichen Außenseite mit dem Relief eines Markuslöwen verziert. An den beiden Seiten des zum Becken von San Marco gewandten Brückenbogens befinden sich zwei weitere Reliefs, die Wassermänner mit Dreizacken darstellen.
Anstelle der Steinbrücke stand bis 1823 eine hölzerne Ziehbrücke. Letztere wurde bei der Passage von aus dem Arsenal kommenden kleineren Segelschiffen mit Hilfe von Ketten hochgezogen, weshalb sie als Ponte de la Cadena (venezianisch für Kettenbrücke) bezeichnet wurde. Die Holzbrücke ist erstmals in einem 1686 in Venedig gedruckten Buch erwähnt. Sie stürzte im 18. Jahrhundert zweimal ein. Das erste Mal am 8. Dezember 1720, als sie unter der Last der zahlreichen Kirchgänger auf dem Weg nach San Pietro di Castello zusammenbrach und vier Menschen in den Tod riss.  Beim zweiten Einsturz im März 1775 wurden nur einige Personen verletzt. Nachdem während der napoleonischen Epoche unter dem Vizekönig von Italien Eugène de Beauharnais der östliche Teil des Sestiere Catello neugestaltet worden war, wurde 1823 auch die Holzbrücke durch eine Steinbrücke ersetzt. 1871 wurde sie neu errichtet und 1936 im Zuge der erfolgen Verbreiterung der Kaianlagen an ihren aktuellen Standort versetzt.
Nicht eindeutig geklärt ist, wie die Steinbrücke zu ihrem Namen kam. Nach Giuseppe Tassini, könnte sie nach dem angrenzenden Caffè „Veneta Marina“ so benannt worden sein. Er schließt aber nicht aus, dass sie aufgrund ihrer ehemaligen Funktion als Ziehbrücke und ihrer Passage zum Arsenal so bezeichnet wurde. Die Nähe zum Arsenal wird auch von anderer Stelle als Grund für die Namensgebung genannt.